# Daimler D.I
Der Daimler D.I (auch bekannt unter der Firmenbezeichnung L6) war ein deutsches Jagdflugzeug aus dem Ersten Weltkrieg. Sie war eine konventionelle Doppeldeckerkonstruktion mit einem sehr flachen Baldachin – der obere Flügel berührte fast die Oberseite des Rumpfes. Als Antrieb diente ein wassergekühlter V8-Motor Mercedes D IIIb.

## Beschreibung
Die L 6 war der erste Versuch der Daimler Motorengesellschaft im Bereich der einsitzigen Flugkonstruktionen, nachdem sie zuvor Produkte anderer Hersteller in Lizenz gebaut hatte (FF G III, G IV etc.). Der von Karl Schopper entworfene, elegante Jäger wurde um den 185 PS starken V8-Motor D IIIb von Daimler konstruiert. Der Erstflug erfolgte im November 1917 mit Werkspilot Klein in Sindelfingen.
Sechs Flugzeuge dieses Typs wurden gebaut, und eines nahm am zweiten D-Muster-Wettbewerb in Adlershof in der Zeit von Mai bis Juni 1918 teil. Es wurden drei Teststeigungen auf 5000 m bei einem Ladegewicht von 922 kg durchgeführt und es wurden Zeiten von 19,4 min, 21,4 min und 16,8 min aufgezeichnet. Alle Tests wurden mit der gleichen Luftschraube, einem Propulsor mit 3,1 m Durchmesser und 2,85 m Steigung, durchgeführt, was zeigt, wie unterschiedlich die Leistung mit einem Flugzeug war. Als Bewaffnung wurden zwei Spandau-Maschinengewehre der Spandau Gewehrfabrik verbaut.
Das Flugzeug wurde konstruktiv mehrfach überarbeitet. Zur Beseitigung der Hecklastigkeit wurde die Flügelanordnung verändert. Dies schwächte die Aufstiegsleistungen in größeren Höhen. Nach Abschluss des Jägerwettbewerbs wurde ein vergrößertes Leitwerk entworfen und der Rumpf hinter dem Cockpit verlängert. In dieser Konfiguration wurde das Flugzeug als Daimler L6b bezeichnet.
Der Prototyp wurde bei einem Landeunfall beschädigt. Vermutlich wurde er danach zum Aufbau des L6-Nachfolgemusters Daimler L9 herangezogen. Die sechs Serienmaschinen wurden vermutlich 1919 zerstört.

## Technische Daten
| Kenngröße             | Daten                                                                  |
| --------------------- | ---------------------------------------------------------------------- |
| Besatzung             | 1                                                                      |
| Länge                 | 7,3 m                                                                  |
| Spannweite            | 9,9 m                                                                  |
| Höhe                  | 2,76 m                                                                 |
| Flügelfläche          | 22,6 m²                                                                |
| Leermasse             | 750 kg                                                                 |
| Startmasse            | 925 kg                                                                 |
| Triebwerk             | 1 × wassergekühlter V8-Kolbenmotor Mercedes D IIIb mit 185 PS (136 kW) |
| Propeller             | starr, zweiblättrig                                                    |
| Höchstgeschwindigkeit | 183 km/h                                                               |
| Flugdauer             | 2 h                                                                    |
| Steigzeit             | 30 min auf 6000 m Höhe                                                 |
| Bewaffnung            | 2 × 7,92-mm-Maschinengewehre 08/15                                     |